# Seznam šangských králů
Šangští králové stáli v čele království Šang, prvního čínského historického státu, existujícícho v 17.–11. století př. n. l. Předcházela mu legendární dynastie Sia, následoval stát dynastie Čou. Rozkládal se v severočínské nížině.
Prvním králem dynastie Šang byl legendární Tchang, který svrhl posledního krále dynastie Sia.
Šangští králové sídlili v různých místech Severočínské nížiny, podle tradičního podání v Po (亳, moderní Cchao-sien, 曹縣, v provincii Šan-tung), Ao (隞 nebo 囂, moderní Jing-jang, 滎陽, v provincii Che-nan), Siang (相, moderní Nej-chuang, 內黃, Che-nan), Keng (邢 nebo 耿, Sing-tchaj, 邢台, Che-pej, nebo Wen-sien, 溫縣, Che-nan), Pi (庇, Jün-čcheng, 鄆城, Šan-tung), Jen (奄, Čchü-fu, 曲阜, Šan-tung), Jin (殷) nebo Pej-meng (北蒙, An-jang, 安陽, Che-nan), Mo (沬) nebo Čchao-ke (朝歌, Čchi-sien, 淇縣, Che-nan). Poslední šangskou metropolí byl Jin (moderní Jin-sü, 殷墟, „trosky Jin“) podle něhož je dynastie také nazývána. 

## Seznam králů
V období vlády jsou uvedena tradiční data a data ze stručné zprávy Chronologického projektu Sia-Šang-Čou z roku 2000.
Příjmení šangských panovníků bylo C’ (子).
| Jméno                                                    | Jméno     | Jméno           | Jméno                                                         | Období vlády        | Období vlády         | Sídlo    |
| trůnní                                                   | osobní    | chrámové        | jména na věštebných kostech                                   | tradiční            | projekt Sia-Šang-Čou | Sídlo    |
| -------------------------------------------------------- | --------- | --------------- | ------------------------------------------------------------- | ------------------- | -------------------- | -------- |
| Tchien I 天乙, nebo Ta I 大乙                            | Tchang 湯 |                 | Tchang 唐, Sien 咸                                            | 1766–1754 př. n. l. | 1600–1300 př. n. l.  | Po 亳    |
| Waj Ping 外丙                                            | Šeng 勝   |                 | Pu Ping 卜丙                                                  | 1759–1758 př. n. l. | 1600–1300 př. n. l.  | Po 亳    |
| Čung Žen 仲任, 中壬                                      | Jung 庸   |                 | Nan Žen 南壬                                                  | 1757–1754 př. n. l. | 1600–1300 př. n. l.  | Po 亳    |
| Tchaj Ťia 太甲, nebo Ta Ťia 大甲                         | Č’ 至     | Tchaj-cung 太宗 |                                                               | 1753–1721 př. n. l. | 1600–1300 př. n. l.  | Po 亳    |
| Wo Ting 沃丁                                             | Süan 絢   |                 | Čchiang Ting 羌丁                                             | 1720–1692 př. n. l. | 1600–1300 př. n. l.  | Po 亳    |
| Tchaj Keng 太庚, nebo Ta Keng 大庚), nebo Siao Keng 小庚 | Pien 辯   |                 |                                                               | 1691–1667 př. n. l. | 1600–1300 př. n. l.  | Po 亳    |
| Siao Ťia 小甲                                            | Kao 高    |                 |                                                               | 1666–1650 př. n. l. | 1600–1300 př. n. l.  | Po 亳    |
| Jung Ťi 雍己                                             | Čou 伷    |                 | Lü Ji 呂己                                                    | 1649–1638 př. n. l. | 1600–1300 př. n. l.  | Po 亳    |
| Tchaj Wu 太戊                                            | Mi 密     |                 | Tchien Wu 天戊, Cu Wu 祖戊                                    | 1637–1563 př. n. l. | 1600–1300 př. n. l.  | Po 亳    |
| Čung Ting 仲丁                                           | Čuang 莊  |                 | San-cu Ting 三祖丁                                            | 1562–1550 př. n. l. | 1600–1300 př. n. l.  | Ao 隞    |
| Waj Žen 外壬                                             | Fa 發     |                 | Pu Žen 卜壬                                                   | 1549–1535 př. n. l. | 1600–1300 př. n. l.  | Ao 隞    |
| Che-tan Ťia 河亶甲                                       | Čeng 整   |                 | Ťien Ťia 戔甲                                                 | 1534–1526 př. n. l. | 1600–1300 př. n. l.  | Siang 相 |
| Cu I 祖乙                                                | Tcheng 滕 | Čung-cung 中宗  | Sia I 下乙, Žu I 入乙                                         | 1525–1507 př. n. l. | 1600–1300 př. n. l.  | Pi 庇    |
| Cu Sin 祖辛                                              | Tan 旦    |                 |                                                               | 1506–1491 př. n. l. | 1600–1300 př. n. l.  | Pi 庇    |
| Wo Ťia 沃甲                                              | Jü 踰     |                 | Čchiang Ťia 羌甲, Lung Ťia 龍甲                               | 1490–1466 př. n. l. | 1600–1300 př. n. l.  | Pi 庇    |
| Cu Ting 祖丁                                             | Sin 新    |                 | Siao Ting 小丁, S’-cu Ting 四祖丁                             | 1465–1434 př. n. l. | 1600–1300 př. n. l.  | Pi 庇    |
| Nan Keng 南庚                                            | Keng 更   |                 | Cu Keng 祖庚                                                  | 1433–1409 př. n. l. | 1600–1300 př. n. l.  | Jen 奄   |
| Jang Ťia 陽甲                                            | Che 和    |                 | Siang Ťia 象甲, 口甲, Fu Ťia 父甲, Cu Ťia 祖甲                | 1408–1402 př. n. l. | 1600–1300 př. n. l.  | Jen 奄   |
| Pchan Keng 盤庚                                          | Sün 旬    |                 | Fu Keng 父庚, Cu Keng 祖庚, San-cu Keng 三祖庚                | 1401–1374 př. n. l. | 1300–1251 př. n. l.  | Jin 殷   |
| Siao Sin 小辛                                            | Sung 頌   |                 | Fu Sin 父辛, Er-cu Sin 二祖辛                                 | 1373–1353 př. n. l. | 1300–1251 př. n. l.  | Jin 殷   |
| Siao I 小乙                                              | Lien 斂   |                 | Fu I 父乙, Siao-cu I 小祖乙, Chou-cu I 后祖乙                 | 1352–1325 př. n. l. | 1300–1251 př. n. l.  | Jin 殷   |
| Wu Ting 武丁                                             | Čao 昭    | Kao-cung 高宗   | Fu Ting 父丁, Cu Ting 祖丁, Chou-cu Ting 后祖丁, Ti Ting 帝丁 | 1324–1266 př. n. l. | 1250–1192 př. n. l.  | Jin 殷   |
| Cu Keng 祖庚                                             | Jüe 躍    |                 | Fu Keng 父庚, Siung Keng 兄庚                                 | 1265–1259 př. n. l. | 1191–1148 př. n. l.  | Jin 殷   |
| Cu Ťia 祖甲                                              | Caj 載    |                 | Fu Ťia 父甲                                                   | 1258–1226 př. n. l. | 1191–1148 př. n. l.  | Jin 殷   |
| Lin Sin 廩辛                                             | Sien 先   |                 | San-cu Sin 三祖辛, Fu Sin 父辛, Siung Sin 兄辛                | 1225–1220 př. n. l. | 1191–1148 př. n. l.  | Jin 殷   |
| Kchang Ting 康丁                                         | Siao 囂   |                 | Fu Ting 父丁, Keng-cu Ting 庚祖丁                             | 1219–1199 př. n. l. | 1191–1148 př. n. l.  | Jin 殷   |
| Wu I 武乙                                                | Čchü 瞿   |                 | Fu I 父乙, Wu-cu I 武祖乙                                     | 1198–1195 př. n. l. | 1147–1113 př. n. l.  | Jin 殷   |
| Wen Ting 文丁                                            | Tchuo 托  |                 | Fu Ting 父丁, Wen-wu Ting 文武丁                              | 1194–1192 př. n. l. | 1112–1102 př. n. l.  | Jin 殷   |
| Ti I 帝乙                                                | Sien 羡   |                 |                                                               | 1191–1155 př. n. l. | 1101–1076 př. n. l.  | Jin 殷   |
| Ti Sin 帝辛, posmrtně jako král Čou 紂王                 | Šou 受    |                 |                                                               | 1154–1123 př. n. l. | 1075–1046 př. n. l.  | Jin 殷   |